# بستان‌لی (کاهتا)
بستان‌لی {{ترکی|Bostanlı) (به کردی: Kîtîş) (به ارمنی: Քեֆերտիշ) یک منطقهٔ مسکونی کردنشین در ترکیه است که در کاهتا واقع شده‌است.